# Crataegus indicens
Crataegus indicens är en rosväxtart som beskrevs av William Willard Ashe. Crataegus indicens ingår i Hagtornssläktet som ingår i familjen rosväxter. Inga underarter finns listade i Catalogue of Life.